# WPFM
Koordinaten: 30° 25′ 59″ N, 85° 24′ 51″ W
WPFM oder WPFM-FM (Branding: „K-LOVE“) ist ein US-amerikanischer Hörfunksender mit einem Christliche Popmusik-Sendeformat aus Panama City im US-Bundesstaat Florida. WPFM sendet auf der UKW-Frequenz 107,9 MHz. Eigentümer und Betreiber ist die Educational Media Foundation.

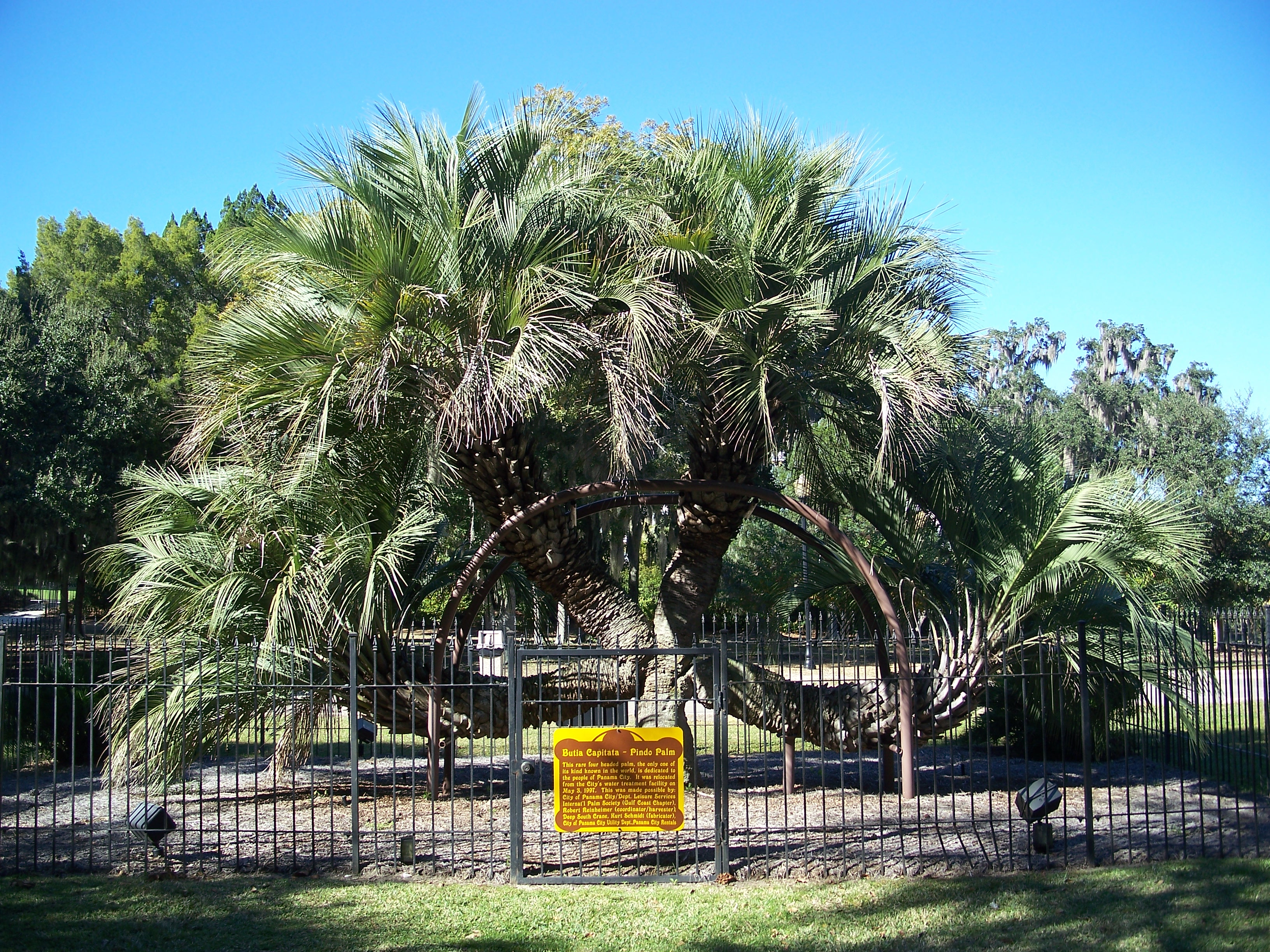
Panama City